# Ceriana hopei
Ceriana hopei är en tvåvingeart som först beskrevs av Saunders 1845.  Ceriana hopei ingår i släktet griffelblomflugor, och familjen blomflugor.
Artens utbredningsområde är Sierra Leone. Inga underarter finns listade i Catalogue of Life.